# Laser fotokoagulacija
Laser fotokoagulacija je invazivna terapijska metoda, koja se već godinama ima široku primenu u oftalmologiji, najčešče kod lečenja oboljenja mrežnjače (retine). Zasniva se na primeni laserskog svetla - elektromagnetskog talasa sastavljenog od jedne ili više posebnih talasnih dužina. Ta monohromatičnost dozvoljava precizan izbor određene talasne dužine za specifične aplikacije lasera na određena ciljna tkiva.

## Istorijat metode
Nemački oftalmolog, Gerhard-u Meier-Schvickerath-u u velikoj meri smatra se predhodnikom, i najzaslužnijom osobom za primenu laserske koagulacije, fotokonagulacije u hirurgiji oka. On je 1946. godine počeo sa prvim eksperimentima u oblasti lake koagulacije, da bi tri godine kasnije (1949) na krovu oftalmološke klinike na Univerzitetu u Hamburgu-Eppendorf obavio prvo uspešno uspostavljanje retinalnog odvoda svetlosnim snopom (laka koagulacija) uz pomoć samoproizvedenog uređaja.
Pouzdanaiji rezultati o primene laserske koagulacije za lečenje dijabetesne retinopatije prvi put su objavljeni 1954.
Obimniji izveštaji o primeni konvencionalne makularne fokalna i retinalna laserska fotokoagulacija kao terapija izbora kod bolesnika sa dijabetesnim makularnim edemom, prvi put su objavljeni 1985. godine u studiji: Dijabetesnoj retinopatija i rano lečenje dijabetesnog makularnog edama.

## Fizika i mehanizam dejstva lasera
Laser fotokoagulacijom se svetlosna energija apsorbuje u pigmentnom epitelu i transformiše se u toplotnu energiju unutar oštro ograničene zone retinalnog tkiva izazivajući u početku inflamaciju, a kasnije i ožiljak. Apsorpcija laserskog svjetla zavisi od njegove talasne dužine i vrste ciljnog tkiva. Ako je tkivo transparentno za svetlo onda nema apsorpcije fotona niti zagrejavanja tkiva.
Kako retinalno tkivo ima nekoliko elementa koji apsorbiraju laserske fotone, ono se smatra organom kod kojeg fotokoagulacija proizvodi izuzetan učinak. Melanin,
hemoglobin i ksantofil su tri najznačajnija retinalna apsorbera svetla. Melanin je najbolji apsorber svjtla i njegova kao i hemoglobinska apsorpcija opada sa porastom talasne dužine. Kisikom redukovan hemoglobin ima bolju apsorpcionu moć od oksigeniranog hemoglobina. Makularni ksantofil izuzetno dobro apsorbira plavo svetlo, i zato je štetni učinak plavog laserskog svetla na makulu vrlo jak.
Retinalna fotokoagulacija se javlja kada apsorpcija laserskog svetla povisi temperaturu u pigmentnom epitelu za 10º — 20°C. Tada se na pigmentnom epitelu
formira lokalizovano zabjeljenje („retinalna opekotina“). To zabjeljenje je manje intenzivno i nejasno ograničeno u zonama tretiranog makularnog edema zbog edema i slabije transparentnosti okolnog tkiva. Ta činjenica je jako bitna kod fotokoagulacije makularnog edema da bi se izbegao ekscesivni tretman — nepotrebno oštećenje i horioretinalni ožiljak.
Tipična klinička fotokoagulacija izaziva trenutno vidljivu retinalnu leziju. Dok subgranična („subthreshold“) laserska opekotina izaziva puno manji porast temperature pigmentnog epitela i postaje klinički vidljiva tek nekoliko sati nakon fotokoagulacije.
Vrste lasera
Danas, se u oftalmologiji koristi nekoliko vrsta lasera u fotokoagulaciji bolesti mrežnjače, ali je još uvek najrasprostranjeniji:
- Zeleno-plavi argon laser talasne dužine 488 — 514.5 nm. Argon laseri su najrasprostranjeniji u kliničkoj praksi i sa njima je napravljen najveći broj

kliničkih istraživanja koja su demonstrirala efikasnost fotokoagulacije kod različitih bolesti. 
- Žuti dye laser 570 — 630 nm,
- Crveni kripton 647 nm,
- Nd:YAG laser - laser dvostruke frekvencije (1064 i 532 nm).

Zeleni argon i žuti dye laser su pogodni u fotokoagulaciji makularnog edema jer se dobro resorbuju hemoglobinom pa su pogodni za kogulaciju mikroanurizmi i kapilara.

## Osnovne postavke
Laser fotokoagulacijom se svetlosna energija apsorbuje u pigmentnom epitelu i transformše u toplotnu energiju unutar oštro ograničene zone tkiva mrežnjače, izazivajući u njemu u početku upalu, a kasnije i ožiljak. Učinak laserskog svetla na mrežnjaču je veći što je ekspozicija duža, a spot veći. Apsorpcija laserskog zraka, zavisi od njegove talasne dužine i vrste ciljnog tkiva. Ako je tkivo transparentno za svetlo onda nema apsorpcije fotona niti će se tkiva moći zagrevati. 
Tkivo mrežnjače ima nekoliko elementa koji apsorbiraju laserske fotone, što znači da je mrežnjača organ kod kojeg fotokoagulacija proizvodi izuzetan učinak. Ti elementi su meli, hemoglobin i ksantofil. Dok melanin, koji iako najbolje apsorbuje svetlost njegova kao i hemoglobinska apsorpcija opada sa porastom talasne dužine svetla. Redukcija hemoglobin ima bolju apsorpcijsku moć od oksigeniranog hemoglobina. Makularni ksantofil izuzetno dobro apsorbira plavo svetlo i zato je štetni ucinak plavog laserskog svetla na makulu vrlo jak.
Histopatološki mehanizmi delovanja
Iako efikasnost fokalne laserfotokoagulacije može biti, delom rezultat sposobnosti direktne okluzije propuštajućih mikroaneurizmi, tačni mehanizmi delovanja još uvek nisu razjašnjeni. Predloženi mehanizmi delovanja ukazuju na povećanje intraokularne koncentracije kiseonika, koje nastaje kao posledica laserom indukovanog oštećenja fotoreceptora, smanjenje produkcije vazoaktivnih citokina, primarno VEGF-a i povećanje fagocitoze od strane RPE i glijalnih ćelija.
Dok jedan deo histopatoloških studija ukazuje da terapija laser fotokoagulacijom dovodi do promena u nivou RPE, gde ćelije RPE na ivicama laser pečata vrše modulaciju različitih citokina preko fotoreceptora, druge studije ukazuju na uticaj LFK-a u povećanju protoka krvi makularnog predela, koja doprinosi povećanju oksigenacije makule.
Konvencionalna laserfotokoagulacija dovodi do nastanka vidljivih opekotina na retini, što ukazuje na oštećenje neuroroetine toplotnom energijom, koja se širi od strane RPE kao glavnog mesta absorpcije na okolnu retinu. Rezultat termalnog širenja može dovesti do nastanka subretinalne fibroze i širenja laser ožiljka tokom vremena, što za posledicu ima pojavu skotoma i gubitak vidne oštrine.
Razvoj savremene tehnologije omogućio je pojavu tzv. Subtreshold Micropulse diode Laser Therapy (SMD). U poređenju sa konvencionalnim laser sistemima SMD
isporučuje kraće pulseve (mikropulseve) i uzrokuje manje termalno oštećenje. Kraća ekspozicija selektivno i efektivno deluje na ćelije RPE dok u isto vreme smanjuje oštećenje okolne neuroretine i horiokapilarisa. Rezultat su „nevidljive“ opekotine koje nije moguće uočiti bilo kliničkim pregledom, bilo primenom fluoresceinske angiografije, optičke koherentne tomografije ili fundus auto-florescencije. Iako mehanizam delovanja nije u potpunosti razjašnjen, uticaj SMD se ogleda u modulaciji produkcije citokina od strane RPE. Studije ukazuju da je efikasnost primenjene SMD terapije identična u poređenju sa konvencionalnom laserfotokoagulacijom.
Odsustvo neželjenih efekata daje prednost SMD laserfotokoagulaciji i raniju primenu terapije, što omogućava tretiranje promena pre poremećaja vidne funkcije kod obolelih pacijenata
Osnovni načini fotokoagulacije
Osnovni načini fotokoagulacije su:
- Fokalna fotokoagulacija – kod klinički signifikantnog makularnog edema (CSME)
- Lokalna fotokoagulacija – direktno na neovaskularizaciju.
- Panretinalna ili „scatter” (razasuta) fotokoagulacija – kod proliferativne i vrlo teške neproliferativne dijabetesne retinopatije

## Indikacije
Apsolutne indikacije za fotokoagulaciju su:
- Klinički signifikantni makularni edem kod bilo kog nivoa retinopatije
- Proliferativna dijabetesna retinopatija
- Vrlo teška neproliferativna dijabetesna retinopatija
- Ekstenzivna neovaskularizacija iridokornealnog ugla, bez obzira da li su vidljivi visokorizični elementi dijabetesne retinopatije.[23][24]